# Karl Alois Nack
Karl Alois Nack (auch Karl Aloys Nack oder Karl Nack; * 14. November 1751 in Holzheim (bei Dillingen an der Donau); † 8. Juli 1828 in Augsburg) war ein deutscher römisch-katholischer Geistlicher und Theologe.

## Leben
Nack war Sohn eines Kirchenbeamten. Er besuchte bis 1769 das Jesuitengymnasium Dillingen. Anschließend studierte er an der Universität Dillingen, ab 1772 Theologie. Anschließend besuchte er das hochschulische Lyzeum in Freising. 1775 erfolgte seine Priesterweihe. Er wurde Benediktiner und Professor an der Klosterschule der Abtei Neresheim. 1786/1787 wirkte er als Hofprediger an der Hofkapelle in Stuttgart. Anschließend war er wieder in Neresheim tätig. Er war unter anderem auch Bibliothekar und Archivar der Abtei sowie später Landschulinspektor.
Nack wurde nach der Säkularisation 1807 Pfarrer von Druisheim. 1821 wurde er zum Domkapitular am Augsburger Dom. Er war bis zuletzt schriftstellerisch tätig, wobei er insbesondere Gebets- und Andachtsbücher verfasste, die in vielfachen Auflagen erschienen. Zu seinen Verdiensten gehörte die Bewahrung der Abteikirche Neresheim vor dem Abriss nach der Säkularisation.

## Werke (Auswahl)
- Reichsstift Neresheim : Eine kurze Geschichte dieser Benediktinerabtey in Schwaben, und Beschreibung ihrer im Jahre 1792 eingeweihten neuen Kirche, Kälin, Neresheim 1792.
- Erstes Lehr, und Lesebüchlein für deutsche Schulen, Neresheim 1793.
- Kurzer Unterricht von der heiligen Beichte und Kommunion: mit Gebethen für die katholische Jugend, Merz, Augsburg 1802.
- Gemeinschaftliche Volks-Andachten für die heilige Osterzeit bis nach Pfingsten, Veith und Rieger, Augsburg 1823.
- Der andächtige Christ: zum allgemeinen Gebrauche, Schmied, Augsburg 1825.
- Vollständiges Gebet- und Andachtsbuch für fromme katholische Christen, Etlinger, Augsburg 1843.
- Geistlicher Blumenbüschel : ein allgemein brauchbares Gebetbüchlein, Schmied, Augsburg 1847.